# Ester Jordana Lluch
Ester Jordana Lluch (Benicarló, 1979) es una filósofa, profesora e investigadora española, especializada en el estudio de Michel Foucault y el pensamiento crítico contemporáneo. Ejerce como profesora en la Universidad de Zaragoza.  

## Trayectoria
Se graduó en Psicología por la Universidad Rovira i Virgili en 2001. En 2009, hizo un Master en Pensamiento contemporáneo en la Universidad de Barcelona (UB), que terminó con premio extraordinario. Entre 2009 y 2014 consiguió una beca de Formación del Profesorado Universitario otorgada por el Ministerio de Educación. Se doctoró en Filosofía por la UB en 2017 con una tesis sobre el filósofo, historiador, sociólogo y psicólogo francés Michel Foucault, titulada Être autrement. El ser como transformación en Michel Foucault.
Ha sido profesora de Estética en la Escuela Massana de Barcelona, de Pensamiento Contemporáneo en la Universidad de Barcelona, y profesora colaboradora en la Universidad Abierta de Cataluña. Es profesora en la Universidad de Zaragoza.
En el ámbito de la investigación, Jordana trabaja sobre las sociedades y su forma de enfrentar diferentes crisis, también sobre cómo el modelo neoliberal influye en diferentes aspectos y cómo se entrelazan y colaboran diversas disciplinas creativas, como la estética, las artes, la artesanía y el diseño. Forma parte de la Red Iberoamericana Foucault, de la Sociedad Española de Estética y Teoría de las Artes (SEyTA), de la Red Iberoamericana de Filosofía Política, y del Grupo de Investigación en Diseño y Transformación Social (GREDITS).
Ha participado en congresos nacionales e internacionales y ha impartido cursos, conferencias y seminarios.

## Obra
- 2017 – Être autrement. El ser como transformación en Michel Foucault. Universidad de Barcelona.[1]
- 2021 – Michel Foucault: Biopolítica y gubernamentalidad. Editorial Gedisa. ISBN 9788418525575.[7]